# Windows Live Messenger
Windows Live Messenger — программа мгновенного обмена сообщениями для Windows XP, Windows Vista, Windows 7, Windows Server 2003, Windows Server 2008, Windows Server 2008 R2 и Windows Mobile. Являлась наследником программы MSN Messenger и была выпущена под брендом «Windows Live» корпорацией Microsoft 13 декабря 2005 года. Являлась одним из основных компонентов Windows — набора сетевых служб от Microsoft.
Клиент подключался к Microsoft .NET Messenger Service. Корпорации также могли интегрировать собственный Office Live Communication Server и Active Directory в рабочую сеть для своих клиентов. Главные клиенты с мультипротоколами также могли подключиться к службе.
Служба Windows Live Messenger перестала поддерживаться корпорацией Microsoft в апреле 2013 года и была объединена со Skype.

## История
Программа обмена сообщениями для домашнего использования от Microsoft появилась в 1999 году и до 2006 года была известна под названием «MSN Messenger». В 2006 году выпущена обновленная версия программы под названием Windows Live Messenger. В 2013 году поддержка программы была прекращена путём объединения со Skype.

### MSN Messenger (1999—2006)
Первая версия сервиса MSN Messenger вышла 22 июля 1999 под названием MSN Messenger Service, в ней были доступны лишь самые базовые функции — пересылка текстовых сообщений и простой список контактов. Изначально программа имела доступ к сети AOL AIM, но AOL постоянно пытался отключить программу Microsoft от сервиса. Вскоре поддержка AIM была исключена из MSN Messenger и не появлялась в более поздних версиях. В частности, для определения подлинных клиентов сервера AOL одно время высылали ошибочно сформированное сообщение, которое эксплуатировало уязвимость в собственно клиенте AIM и запускало на исполнение присланный фрагмент машинного кода (Эксплойт). Данный код определял подлинность клиента и позволял продолжить работу с серверами AOL. Таким образом MSN Messenger позволял общаться лишь пользователем серверов Microsoft, требуя для авторизации аккаунт Windows Live ID (изначально назывались «.NET Passport»).
В ноябре 1999 вышла версия 2.0, в которую был добавлен рекламный баннер. Эта версия была доступна для Windows Me в качестве опции при установке. 29 мая 2000 года вышла версия 3.0 в которой появились пересылки файлов и аудиозвонки (компьютер-компьютер и компьютер-телефон) через провайдера Net2Phone, одного из первых сервисов VOIP.
В октябре 2001 года одновременно с выходом Windows XP была представлена версия MSN Messenger 4.6. У неё изменился интерфейс, добавлена группировка контактов и голосовые беседы. В этой версии изменено название с «MSN Messenger Service» на «MSN Messenger». Внутренний сервис стал называться «Microsoft .NET Messenger Service». Версия 4.6 была совместима только с Windows 95, 98, Me, NT 4.0 и 2000. В состав Windows XP входила упрощенная программа, названная Windows Messenger (версии 4.0.0155), которой изначально планировалось заменить MSN Messenger в Windows XP.
В октябре 2002 выходит версия MSN Messenger 5.0, и она получила возможность установки на Windows XP (одновременно с Windows Messenger). В версии 5.0 появились обмены файлами с технологией UPnP (Universal Plug and Play) для обхода NAT и плагин для интерфейса Windows Media Player.
В июле 2003 вышла версия MSN Messenger 6.0, значительно обновившая платформу. Вместо обычного текста появилась пересылка текста с оформлением, например, с эмотиконами, аватарами, выбором фона. В версии 6.1 появились цветовые схемы. Последним обновлением 6-й линейки стала версия 6.2 (22 апреля 2004 года) в которой появилась группа Mobile для контактов с мобильных телефонов, а Launch Site была переименована в Fun & Games.
В августе 2004 г. Microsoft выпустила веб-версию MSN Messenger’а, которым можно было пользоваться без установки программного обеспечения на компьютер. Возможности версии ограничивались только пересылкой текстовых сообщений. Также была возможность использования MSN’а на мобильных телефонах и других переносных устройствах.
7 апреля 2005 года вышла версия MSN Messenger 7.0, в которую вошли анимированные файлы wink (ранее доступные в экспериментальном протоколе Microsoft threedegrees). В программе появились продажи изображений: анимированных, эмотиконов, фоновых. Также появилась интеграция с Xbox Live и распознавание рукописного текста.
Последней версией MSN Messenger до переименования стала версия 7.5 (23 августа 2005). В ней появились динамические фоновые изображения и обработчик протокола «msnim» (веб-страницы могут указывать с его помощью информацию о контактах). Появилась пересылка аудиофрагментов до 15 секунд («Voice Clips»).
MSN Messenger использовал протокол Microsoft Notification Protocol (MSNP) либо напрямую через TCP, либо через HTTP (для прохода через прокси-сервера). Сервис был доступен на 1863 порту узла messenger.hotmail.com. В последней версии 7.5 MSN Messenger использовался протокол MSNP12.
С 11 сентября 2007 года Microsoft принудительно перевела пользователей MSN Messenger на Windows Live Messenger 8.1 в связи с соображениями безопасности.

### Windows Live Messenger (2006—2013)
- Версия 8.0 вышла 19 июня 2006 года[1][12] после трех бета-версий, первая из которых опубликована 13 декабря 2005 год. В этой версии введены офлайн сообщения, цветовые схемы оформления окна, введены Контакты Windows Live, появилась передача одиночных файлов, появились звонки с компьютера на телефон, введена группировка сообщений по контактам, интегрирован сервис Rhapsody[англ.] (в США)[13]. Обновление к 8.0 вышло 10 августа 2006 года,[1] в нём улучшена работа видео и аудио, а также исправлены некоторые ошибки.[14]
- Версия 8.1 вышла в конце 2006 — начале 2007.[1][15][16]
- Версия 8.5 вышла с обновлённым дизайном в стиле, сходном с остальными приложениями Windows Live 2008.
- Версия 2009 (14.0, изначально обозначалась 9.0) — обновление интерфейса в стиле Windows 7. Windows Live Call с этой версии устанавливается как приложение. Были также удалены такие функции, как возможность посылать файлы пользователям не в сети, некоторые статусы, возможность «Общие Папки», возможность настраивать веб-камеру во время беседы, кнопка «Отправить», некоторые игры, общий фон окна бесед, и вкладки в списке контактов.
- Версия 2011 (15.0).
- Версия 2012.

## Новые возможности Windows Live Messenger
Кроме возможностей, доступных в MSN Messenger, в Windows Live Messenger имеются следующие:
Служба Microsoft Windows Live Call позволяла совершать аудиозвонки с компьютера на телефоны, была распространена преимущественно на территории США.
В июле 2006 появилась взаимодействие пользователей MSN и пользователей Yahoo! Messenger. Эта возможность доступна для пользователей MS Windows XP и новее (клиент для MS Windows 2000 версии 7.х не поддерживает эту возможность). Реализация была добавлена в обновлении Windows Live Messenger.
Можно отправить контакту сообщение, если его нет в сети (Офлайн-беседы). Сообщение будет доставлено, когда контакт войдёт в Messenger.
Существуют различные игры и приложения, доступные в Windows Live Messenger, к которым можно получить доступ из окна беседы. Для этого достаточно нажать значок игр, бросив вызов своему приятелю.

### Инициатива «i’m»
Инициатива i’m — это программа Microsoft, запущенная в марте 2007 года, сутью которой является благотворительная помощь девяти социальным организациям. Каждый раз, когда кто-то отправляет сообщения с использованием специальных значков настроения i’m, корпорация Microsoft разделяет часть своей прибыли от встроенной рекламы с организацией, выбранной пользователем. Засчитываются только сообщения, отправленные или полученные на территории Соединённых Штатов. Установленного предела пожертвований для организаций нет. Чем больше пользователь ведёт бесед с использованием i’m, тем больше денег поступает в одну из этих организаций. Каждая из участвующих организаций гарантировано получит минимальное пожертвование в количестве $100 000 в течение первого года проведения программы. На данный момент даты окончания программы нет. Инициатива i’m работает только в WLM версий 8.1 и 8.5.

### Платформа S60
Windows Live Messenger также доступен для смартфонов под управлением Symbian OS 9x. Она является мобильной версией.

### Другие изменения
- Состояние «Говорю по телефону» из предыдущих версий теперь называется «На связи», из‑за добавления Windows Live Call.
- Псевдонимы индивидуальных контактов могут быть персонализированы и выводиться отличными от тех, что задал контакт.
- Microsoft Passport заменён на Windows Live ID.
- Фильтрующий поиск по списку контактов.
- Начиная с версии 8.1, используемые пользователем картинка и личное сообщение размещаются на сервере, так что где бы он не выполнил вход, отображаемые картинка и личное сообщение сохраняются. Однако, для использования этой возможности на любом из этих компьютеров должна быть установлена версия 8.1 либо более новая.

## Протокол
Windows Live Messenger использует Microsoft Notification Protocol (MSNP) через TCP (и опционально через HTTP, для работы с прокси-серверами) для подключения к .NET Messenger Service — службе, доступной на порту 1863 с хостом messenger.hotmail.com. Последняя версия — 15 (MSNP15), используемая Windows Live Messenger и другими клиентами сторонних разработчиков. В MSNP15 введён другой механизм аунтификации. Протокол не полностью закрыт; но для версий 8, 9, 10, 11, 12, 13, и 14 код остаётся закрытым. .NET Messenger Service в настоящий момент принимает только протоколы версии 8 и выше.

## Конкуренты
Самыми главными конкурентами Windows Live Messenger являлись AIM и ICQ, Trillian, iChat, Adium X, aMSN и клиенты на основе Jabber, включая Google Talk.
В Китае преобладает служба мгновенного обмена сообщениями QQ. После выхода MSN Messenger на китайский рынок, популярность QQ на некоторое время снижалась, одно время MSN Messenger занимал порядка 17 % китайского рынка мгновенного обмена сообщениями.
Gadu-Gadu остаётся наиболее популярной службой обмена сообщений в Польше, более чем с 6 миллионами пользователей в сети ежедневно. Однако, с недавнего времени она медленно уступает место Skype.

## Надстройки сторонних разработчиков
Некоторые доступные надстройки позволяют изменять Live Messenger, включая скрытые функции, или расширяя возможности. Среди них:
- A-Patch[18]
- Messenger Plus! Live[19]
- WLM OSD Plugin — On Screen Display[20]
- Mess Patch[21]

### Уязвимости в системе безопасности
12 сентября 2007 года, в блоге Windows Live Messenger была опубликована запись, в которой сообщалось об уязвимости в системе безопасности, найденной в версиях Messenger старше 8.1. «Эта уязвимость делает возможным удаленное выполнение кода, если пользователь принимает от злоумышленника приглашение к видеоразговору или видеосвязи. Воспользовавшись уязвимостью, злоумышленник может захватить полный контроль над системой». Это привело к выпуску автоматических обновлений, вышедших для всех старых версий. Для версий, запущенных на Windows 2000 и ниже, требовалось обновление до новой версии MSN Messenger 7.0, а для версий, запущенных на Windows XP и выше, требовалось обновление до Windows Live Messenger 8.1.

## Объединение со Skype
Служба Windows Live Messenger перестала поддерживаться компанией Microsoft в апреле 2013 года. Все пользователи Windows Live Messenger и Windows Live ID могут беспрепятственно осуществлять аудио- и видеовызовы со своими контактами в Skype, а также отправлять мгновенные сообщения при входе в Skype с помощью учётной записи Майкрософт. Таким образом компания Microsoft в 2013-м году завершила объединение службы Windows Live Messenger со Skype.

## Escargot и NINA
После объединения Windows Live Messenger со Skype был создан сервис Escargot (часть данных была перенесена на проприетарный сервис NINA), представляющий собой эмулятор сервера, имитирующий протокол, который использовал Windows Live Messenger и основанные на нём клиенты. Поддерживаются все версии Windows Live Messenger до версии 2009 включительно.
NINA также предоставляет доступ к некоторым версиям Yahoo! Messenger, и на платной основе к ICQ и AOL Instant Messenger. Начиная с декабря 2021 года, код эмулятора сервера закрыт для общего доступа.